# Pergalumna comparandus
Pergalumna comparandus är en kvalsterart som först beskrevs av Berlese 1920.  Pergalumna comparandus ingår i släktet Pergalumna och familjen Galumnidae. Inga underarter finns listade i Catalogue of Life.